# 완주군
완주군(完州郡)은 대한민국 전북특별자치도 북부에 있는 군이다. 전주시를 둘러싸며, 동쪽으로 진안군, 서쪽으로 익산시, 김제시, 남쪽으로 정읍시, 임실군과 접하고, 북쪽으로는 대둔산을 경계로 충청남도 논산시, 금산군과 도계를 이룬다. 행정구역은 3읍 10면이고, 군청 소재지는 용진읍이다.
완주군의 북부는 과거 고산군(高山郡)이었고, 중부는 우주현(紆州縣)이었으며, 남부는 전주부였다. 1914년 4월 1일 고산군이 전주군에 병합되고, 1935년 전주읍이 전주부로 분리·승격되면서, 완주군으로 개칭되었다. 군의 명칭은 전주의 옛 이름인 '완산주(完山州)'에서 따왔다. 전북특별자치도의 시·군 중에서 면적이 가장 넓으며, 2013년 예산은 5천131억 원으로 전국에서 재정 규모가 가장 큰 군이다.

## 역사
- 1914년 4월 1일 : 고산군이 전주군에 병합되었다. (20면)
- 1935년 10월 1일 : 전주군 전주읍이 전주부로 승격되어 분리되고, 전주군이 완주군으로 개칭되었다. 이 때 군청은 전주부 화원정 19번지에 위치했다.[3] 우림면·난전면을 우전면으로, 삼기면을 고산면·화산면에, 운선면·운동하면을 운주면·화산면으로 합면하였다. (16면)
- 1940년 11월 1일 : 이동면이 전주부에 편입되었다.[4] (15면)
- 1956년 7월 8일 : 삼례면이 삼례읍으로 승격하였다.[5] (1읍 14면)
- 1957년 11월 6일 : 초포면과 우전면, 조촌·용진·상관면의 일부가 전주시로 편입되었다. 초포면 잔여지는 삼례읍과 용진면에, 우전면 잔여지(→ 1989년에 전주시에 편입)는 구이면에 편입되었다.[6] (1읍 12면)
- 1966년 10월 26일 : 운주면 경천출장소를 설치하였다.[7]
- 1973년 7월 1일 : 봉동면이 봉동읍으로 승격하였다.[8] 익산군 왕궁면 온수리 화산마을이 삼례읍 삼례리에 편입되고, 용진면 산정리 일부가 전주시 우아동에 편입되었다.[9] (2읍 11면)
- 1981년 6월 30일 : 전주시 인후동2가 1561번지(현 백제대로 721)로 청사를 이전하였다.[3]
- 1985년 10월 1일 : 조촌면이 조촌읍으로 승격하였다.[10] 3읍 10면)
- 1987년 1월 1일 : 조촌읍이 전주시에 편입되었다.[11] (2읍 10면)
- 1989년 1월 1일 : 용진면 산정리, 금상리와 구이면 용복리, 중인리, 원당리, 석구리가 전주시에 편입되었다.[12]
- 1989년 4월 1일 : 운주면 경천출장소가 경천면으로 승격하였다.[13] (2읍 11면)
- 1990년 8월 1일 : 이서면 중리, 상림리가 전주시에 편입되었다.[14]
- 1994년 12월 26일 : 김제군 용지면 금평리(金坪里)가 이서면에 편입되었다.[15] 이서면에 금평리가 이미 있었기 때문에 금계리(金溪里)로 개칭하였다.
- 2012년 6월 7일: 군 청사를 전주시[16]에서 용진면으로 이전하였다.
- 2015년 10월 1일: 용진면이 용진읍으로 승격되었다. (3읍 10면)
- 2024년 1월 18일: 법률 제19430호로 전라북도 완주군에서 전북특별자치도 완주군으로 개편되었다.
- 2025년 5월: 인구 10만명 달성

## 지리
완주군은 전북특별자치도 북부 내륙에 위치하며 전주시를 둘러싸고 있다. 동서 양단 거리 36Km, 남북 양단거리는 71Km이다. 동쪽은 진안군, 서쪽은 김제시, 익산시, 남쪽은 임실군과 정읍시, 북쪽은 충청남도의 논산시, 금산군과 경계를 이룬다.
산악이 기복하여 고덕산과 모악산이 둘러 있으며, 서쪽은 김제평야 연결되어 소양천, 고산천, 삼천천은 모두가 서북을 관류하는 만경강에 이르고 있다. 도로는 전주를 중심으로 4통 5달, 군산, 서울, 부산, 대구, 목포, 광주, 여수에 통하는 국도와 지방도가 있고, 철도는 전라선이 남북으로 관통하고 있어 교통이 편리하다.

## 행정 구역
완주군의 행정 구역은 3읍 10면으로 구성되어 있다. 면적은 821.05 km2(서울특별시 605.2km²) 인구는 2019년 12월 말 주민등록 기준으로 9만2220 명, 4만1800 가구이고, 그 중 28.6%가 봉동읍에, 14.9%가 삼례읍에, 15.9%가 이서면에 거주한다. 전주시의 행정 구역 확장으로 인하여 이서면은 전주시를 사이에 두고 완주군의 다른 지역과 떨어져 있는 월경지가 되었다.
2025년 5월 기준 인구수는 100,040명으로 전북특별자치도에서 전주시, 익산시, 군산시,  정읍시를 이어 5위이다. (김제시 8만, 남원시 7만)
| 읍·면  | 한자   | 면적   | 인구   | 세대   | 행정 지도 |
| ------ | ------ | ------ | ------ | ------ | --------- |
| 봉동읍 | 鳳東邑 | 46.05  | 26,428 | 10,664 |           |
| 삼례읍 | 參禮邑 | 28.61  | 13,726 | 6,529  |           |
| 용진읍 | 龍進邑 | 38.50  | 7,254  | 3,273  |           |
| 상관면 | 上關面 | 68.61  | 4,538  | 2,051  |           |
| 이서면 | 伊西面 | 33.85  | 14,632 | 6,527  |           |
| 소양면 | 所陽面 | 94.10  | 6,305  | 3,040  |           |
| 구이면 | 九耳面 | 89.08  | 5,876  | 2,795  |           |
| 고산면 | 高山面 | 69.58  | 4,744  | 2,293  |           |
| 비봉면 | 飛鳳面 | 44.62  | 1,922  | 987    |           |
| 운주면 | 雲洲面 | 91.79  | 1,985  | 1,120  |           |
| 화산면 | 華山面 | 70.84  | 2,740  | 1,416  |           |
| 동상면 | 東上面 | 106.52 | 1,092  | 566    |           |
| 경천면 | 庚川面 | 38.90  | 978    | 539    |           |
| 완주군 | 完州郡 | 821.05 | 92,220 | 41,800 |           |

### 군청
- 현재 완주군청은 전북특별자치도 완주군 용진읍에 위치하고 있다.

### 행정구역 통합 문제
1935년 전주군의 전주읍이 전주부로 분리·승격되면서 완주군이 되었기 때문에 전주시와의 통합 논의가 있는데, 2013년 6월 26일에 실시된 완주군 주민투표에서 유효투표 총수의 55%가 반대해 통합이 무산된 적이 있다. 읍·면별로는 지리적으로 전주시와 가깝고 완주군의 다른 지역과는 사실상 분리되어 있는 이서면·구이면·상관면과 통합시청사가 들어서기로 합의됐던 용진읍은 찬성률이 높았으나, 북부 6개면과 봉동읍은 반대율이 높았다.

## 인구
- 완주군의 연도별 인구 추이[22]

| 연도   | 총인구    |  | 비고                 |
| ------ | --------- |  | -------------------- |
| 1949년 | 178,559명 |  |                      |
| 1955년 | 184,293명 |  |                      |
| 1960년 | 168,013명 |  |                      |
| 1966년 | 186,093명 |  |                      |
| 1970년 | 170,695명 |  |                      |
| 1975년 | 168,651명 |  |                      |
| 1980년 | 152,268명 |  |                      |
| 1985년 | 136,950명 |  |                      |
| 1990년 | 88,354명  |  |                      |
| 1995년 | 81,367명  |  | 외국인: 87 (0.1%)    |
| 2000년 | 79,137명  |  | 외국인: 173 (0.2%)   |
| 2005년 | 79,541명  |  | 외국인: 437 (0.5%)   |
| 2010년 | 83,408명  |  | 외국인: 1,367 (1.6%) |
| 2015년 | 95,357명  |  | 외국인: 2,474 (2.6%) |
| 2019년 | 96,212명  |  | 외국인: 4,713 (4.9%) |

## 사진

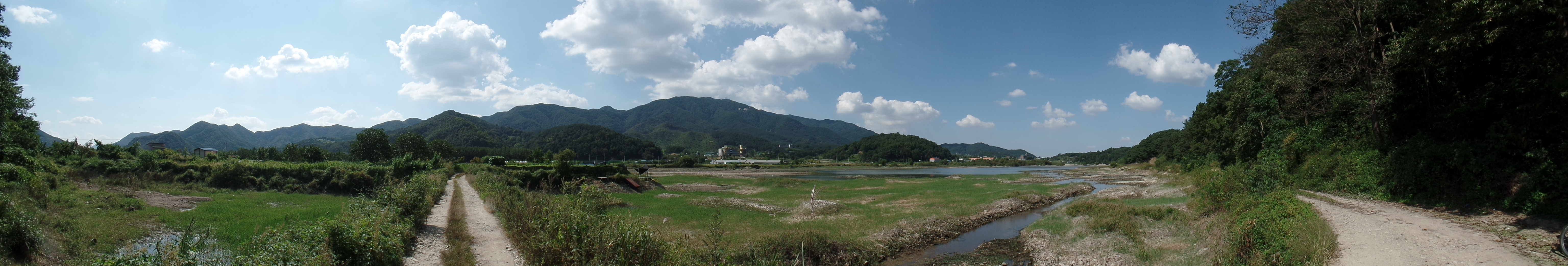
완주군(전주 외곽 구이 근처 구이저수지 - 2014년 9월)
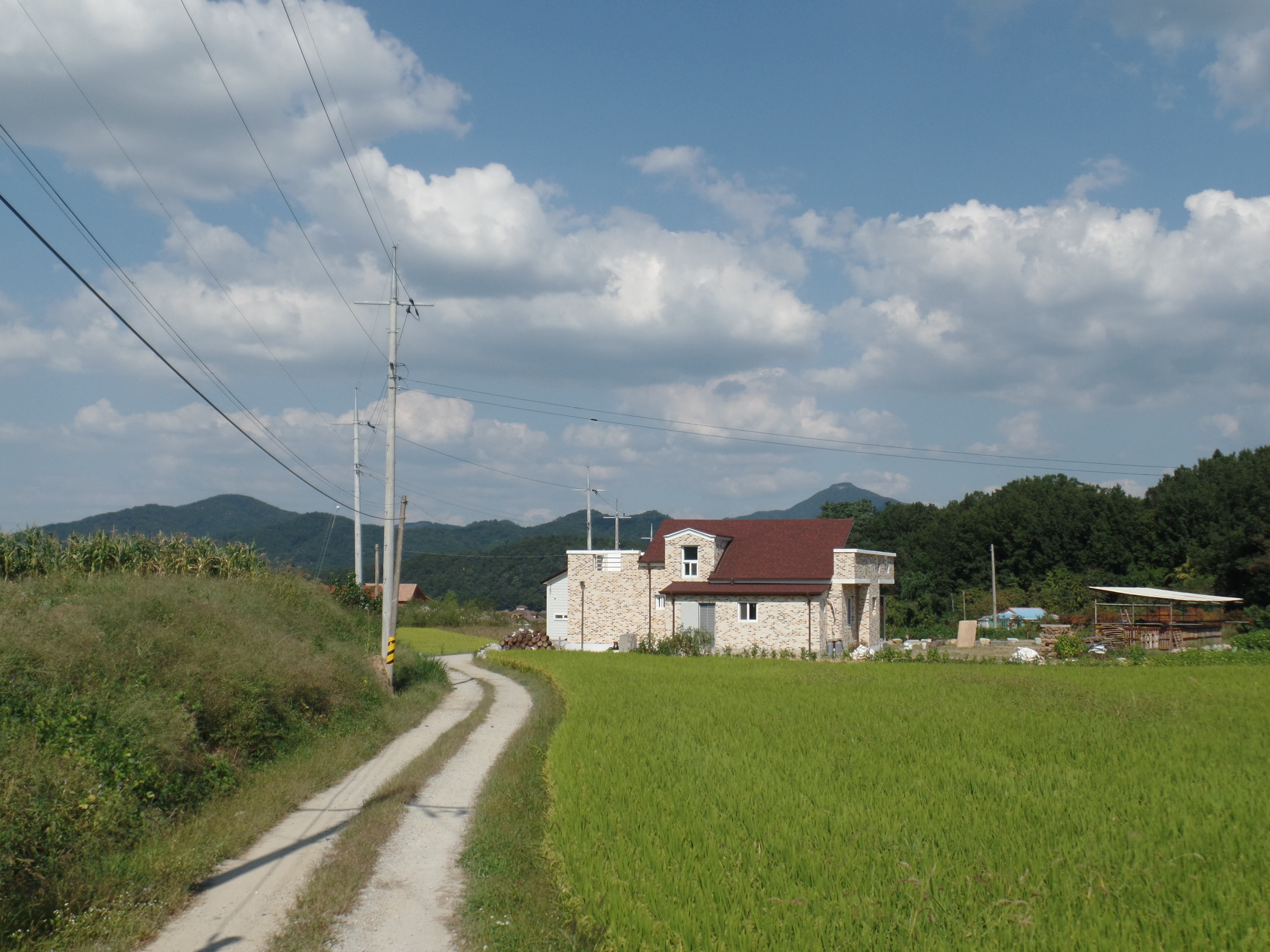
완주군 구이저수지 인근 주택 단지 - 2014년 9월
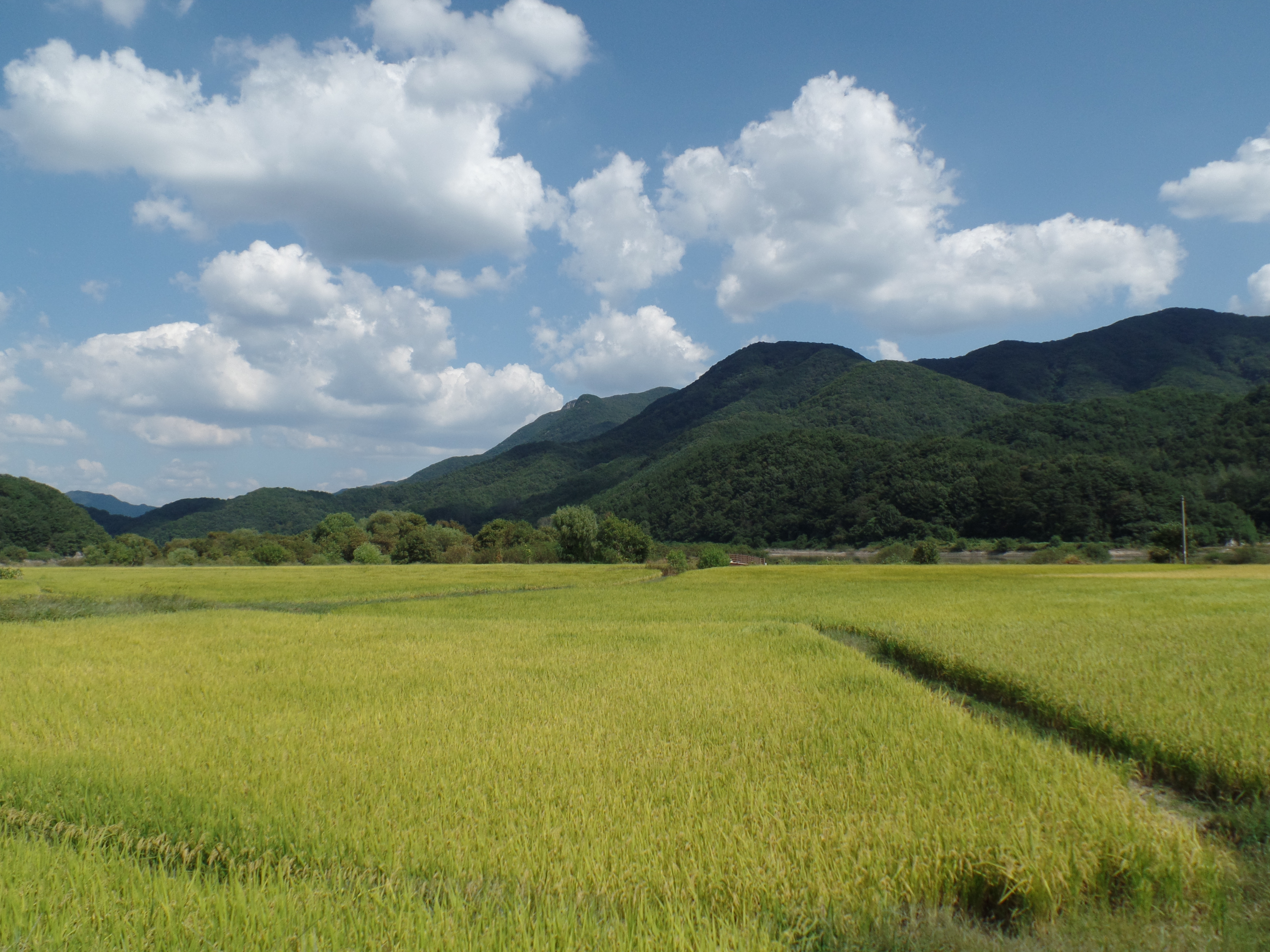
가을 수확을 앞둔 논 - 완주군 구이저수지 인근. 2014년 9월
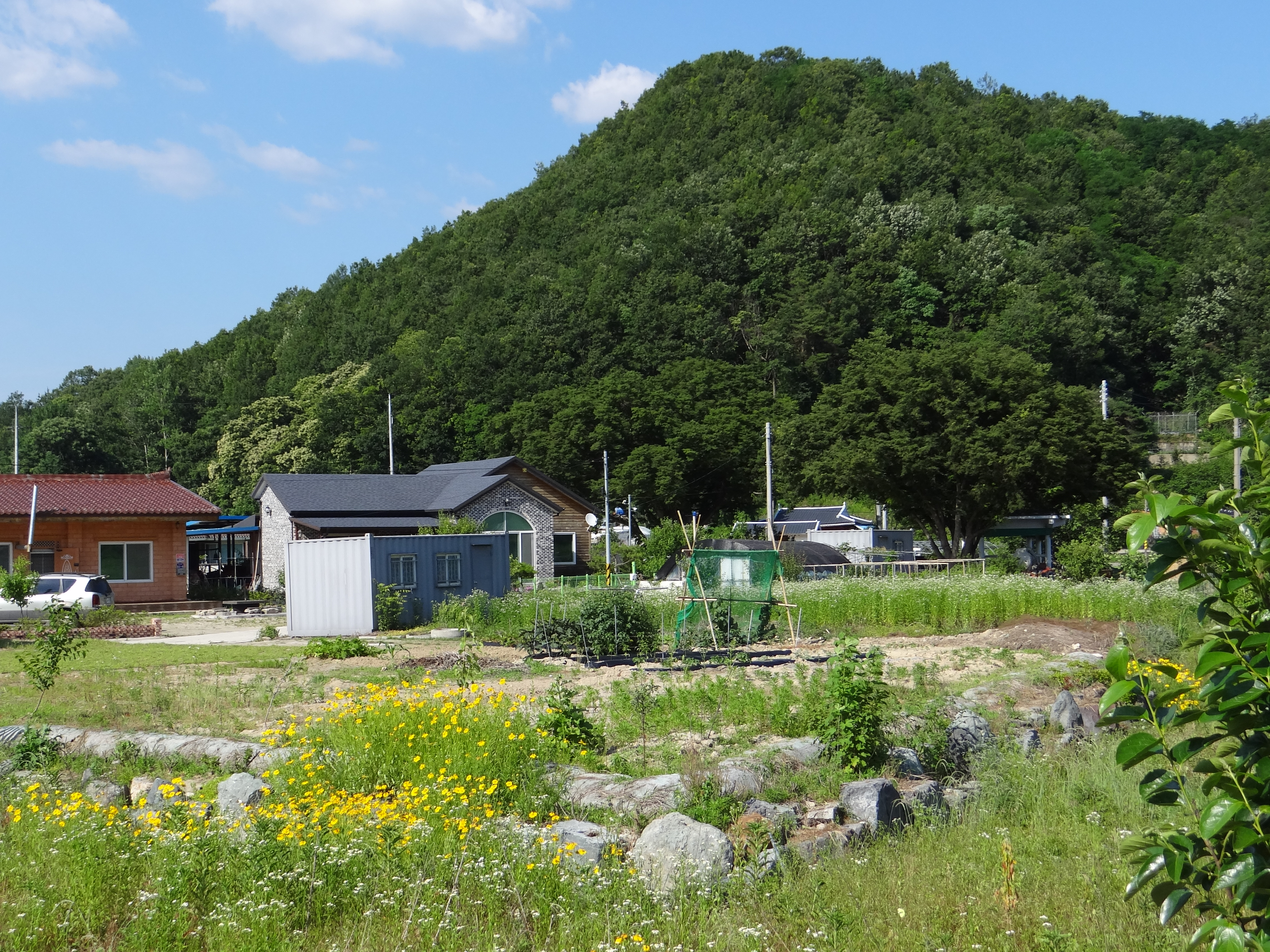
대한민국 완주군(구이면) - 2016년 6월
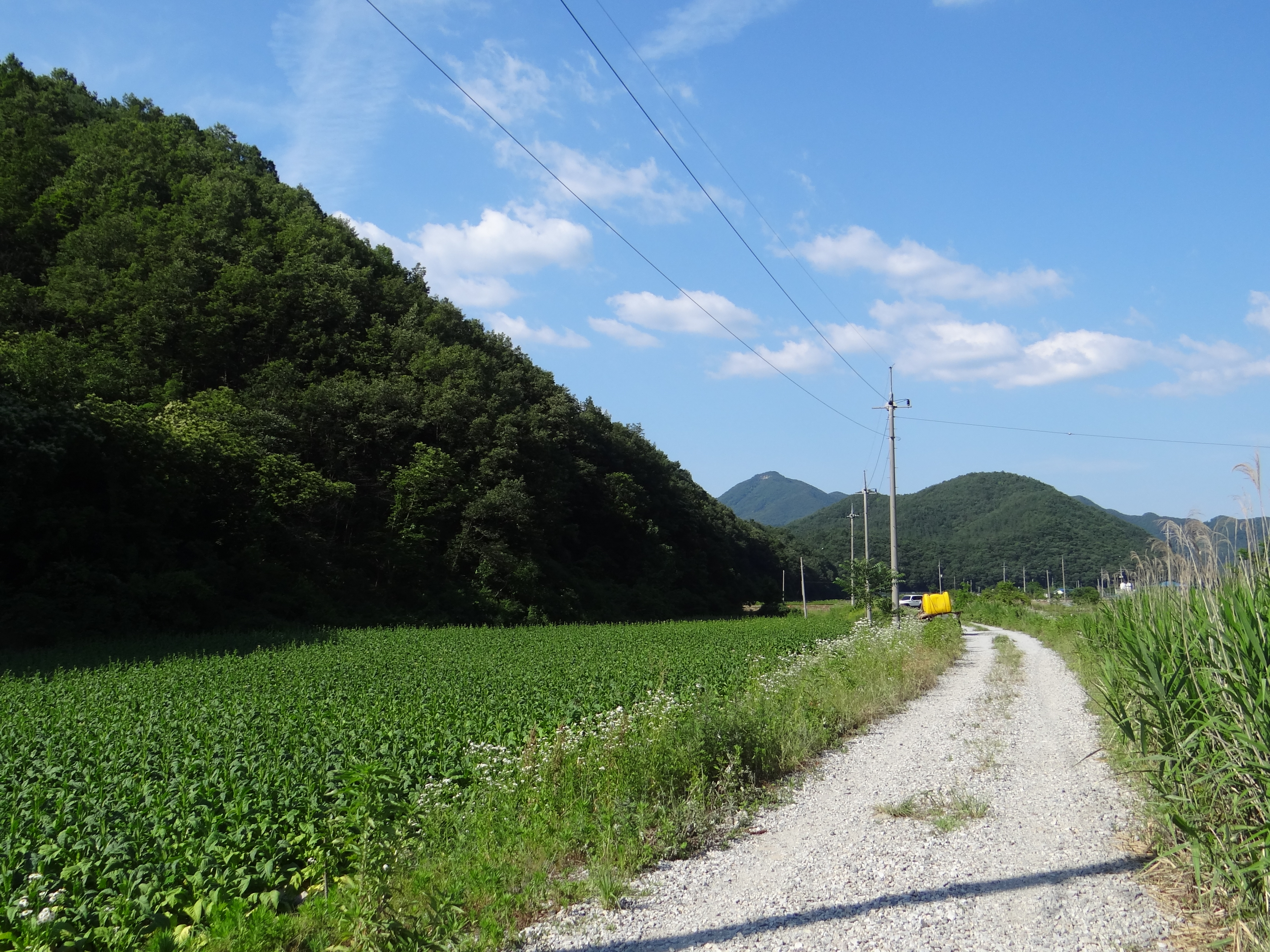
대한민국 완주군(구이면) - 2016년 6월
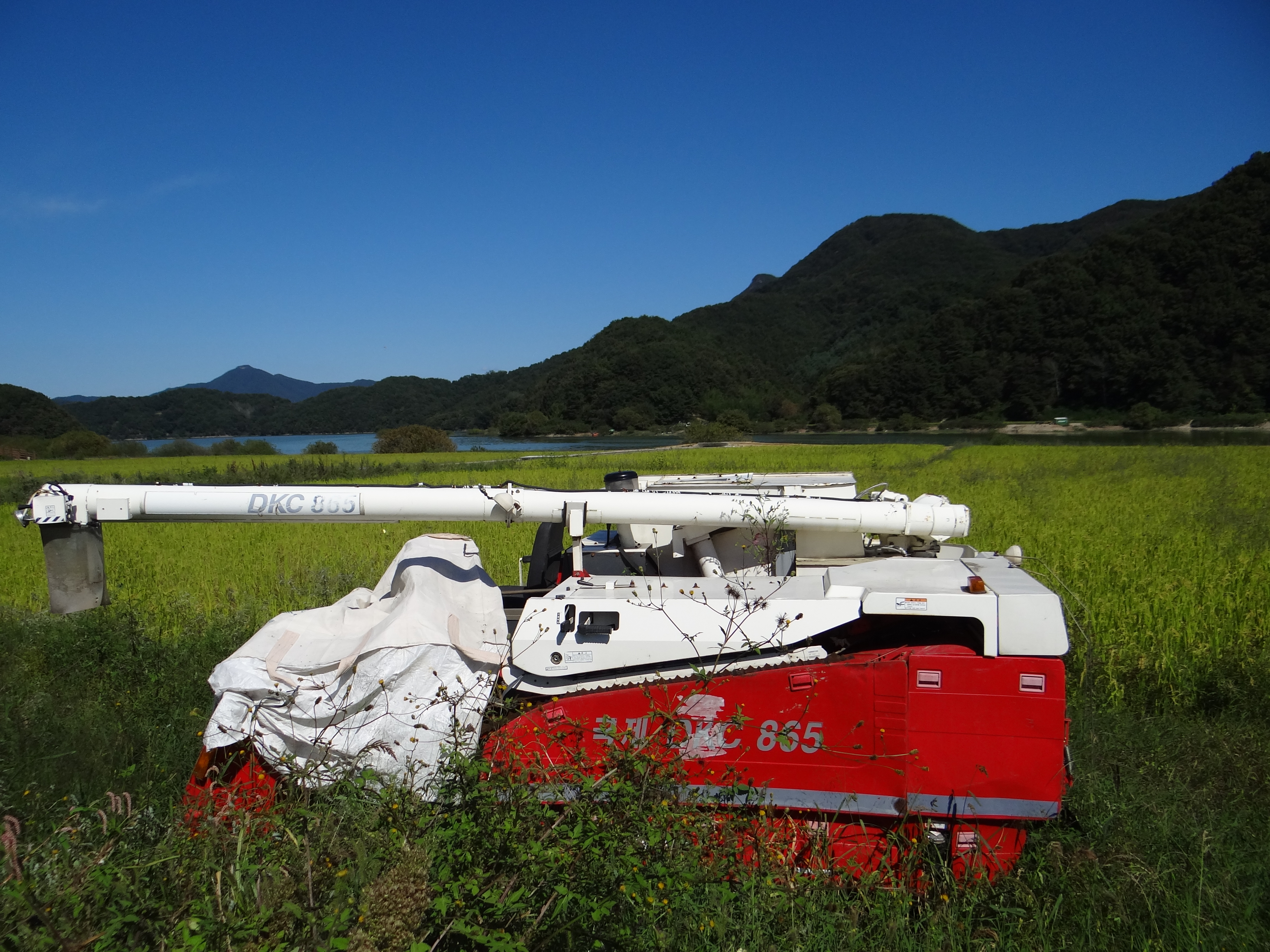
구이면(완주군) - 2018년 9월 (1) 벼 수확기
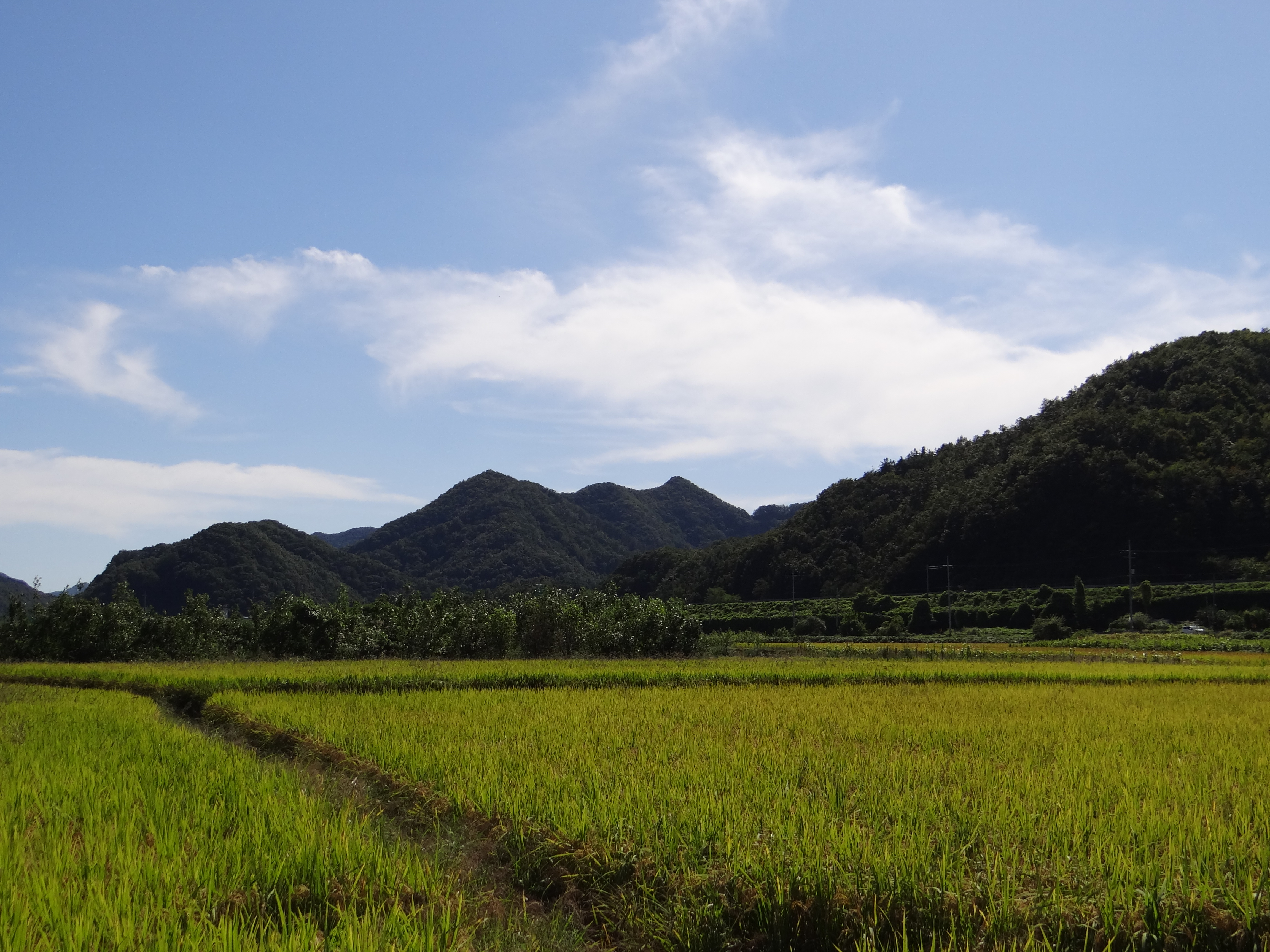
구이면(완주군) - 2018년 9월 (2)
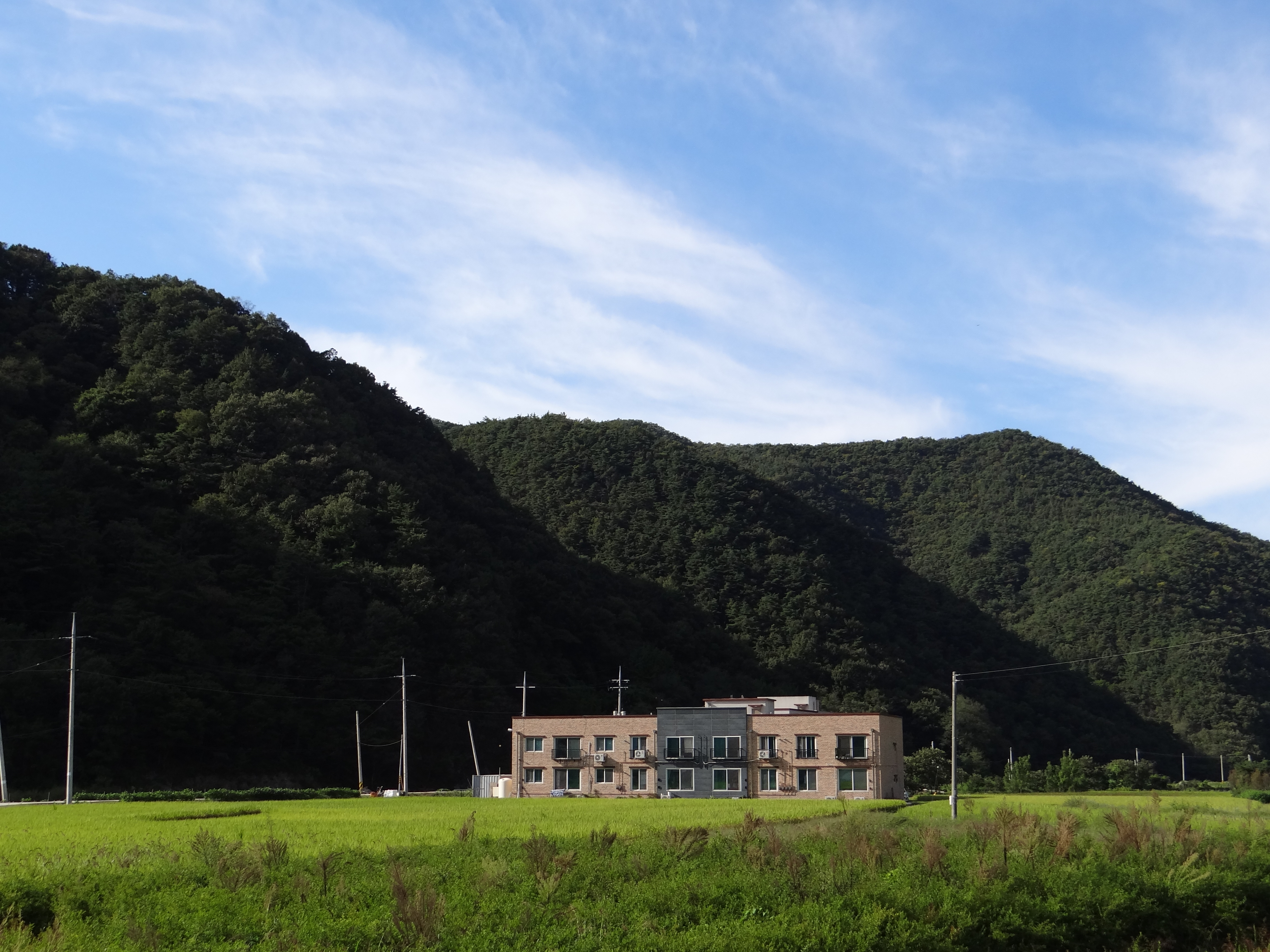
구이면(완주군) - 2018년 9월 (3)
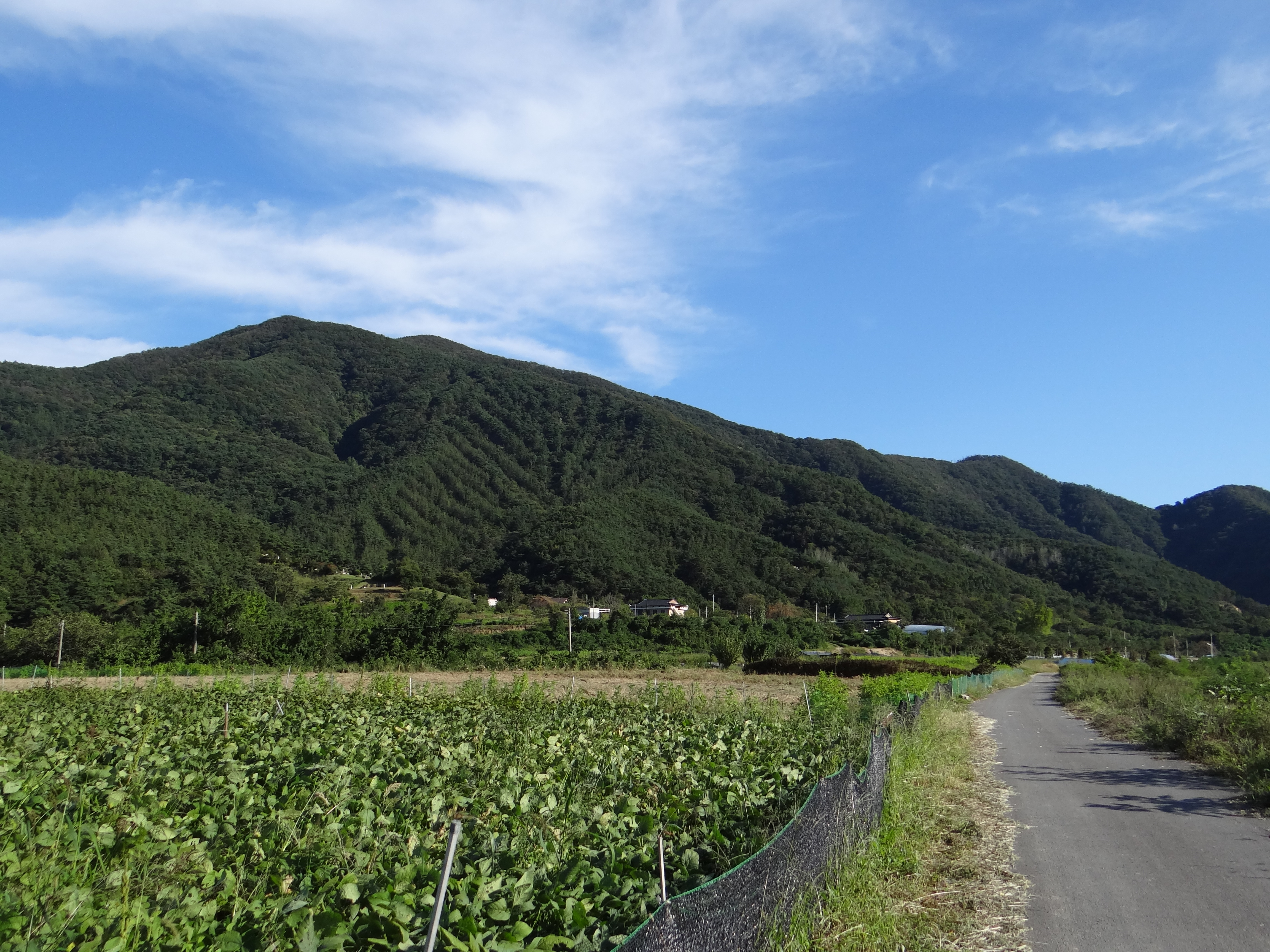
구이면(완주군) - 2018년 9월 (4)
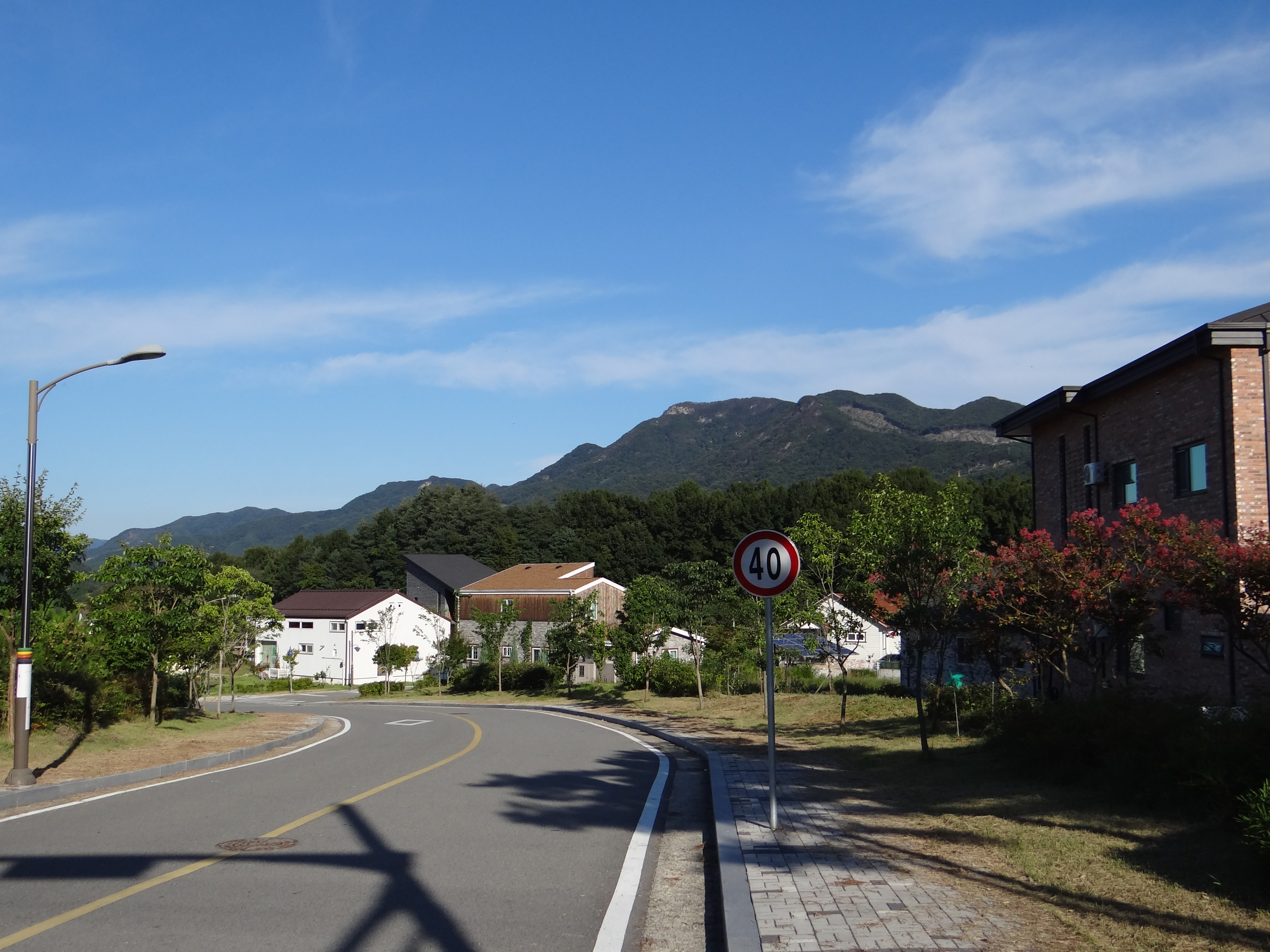
구이면(완주군) - 2018년 9월 (5) 주택 단지
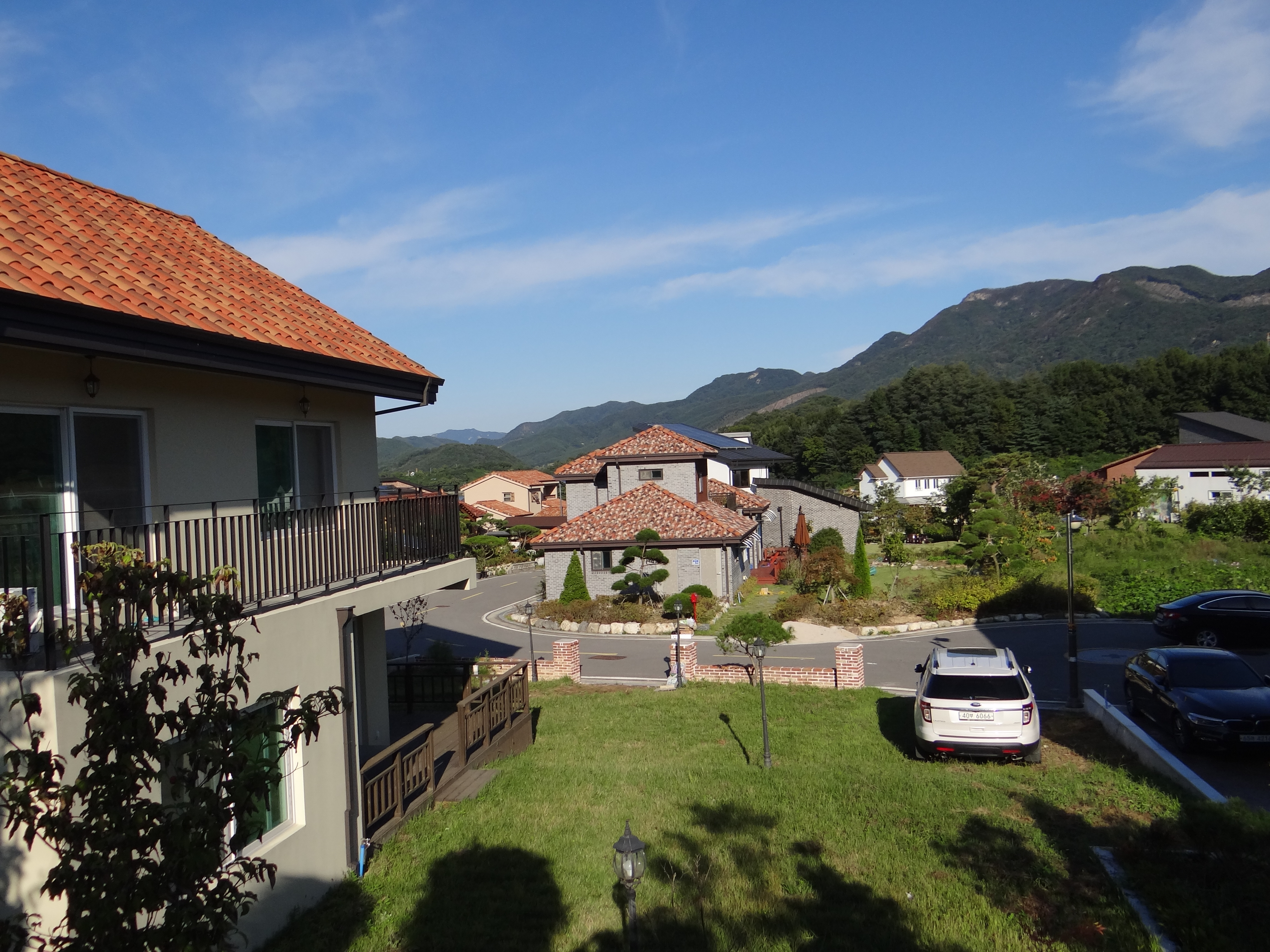
구이면(완주군) - 2018년 9월 (6) 주택 단지
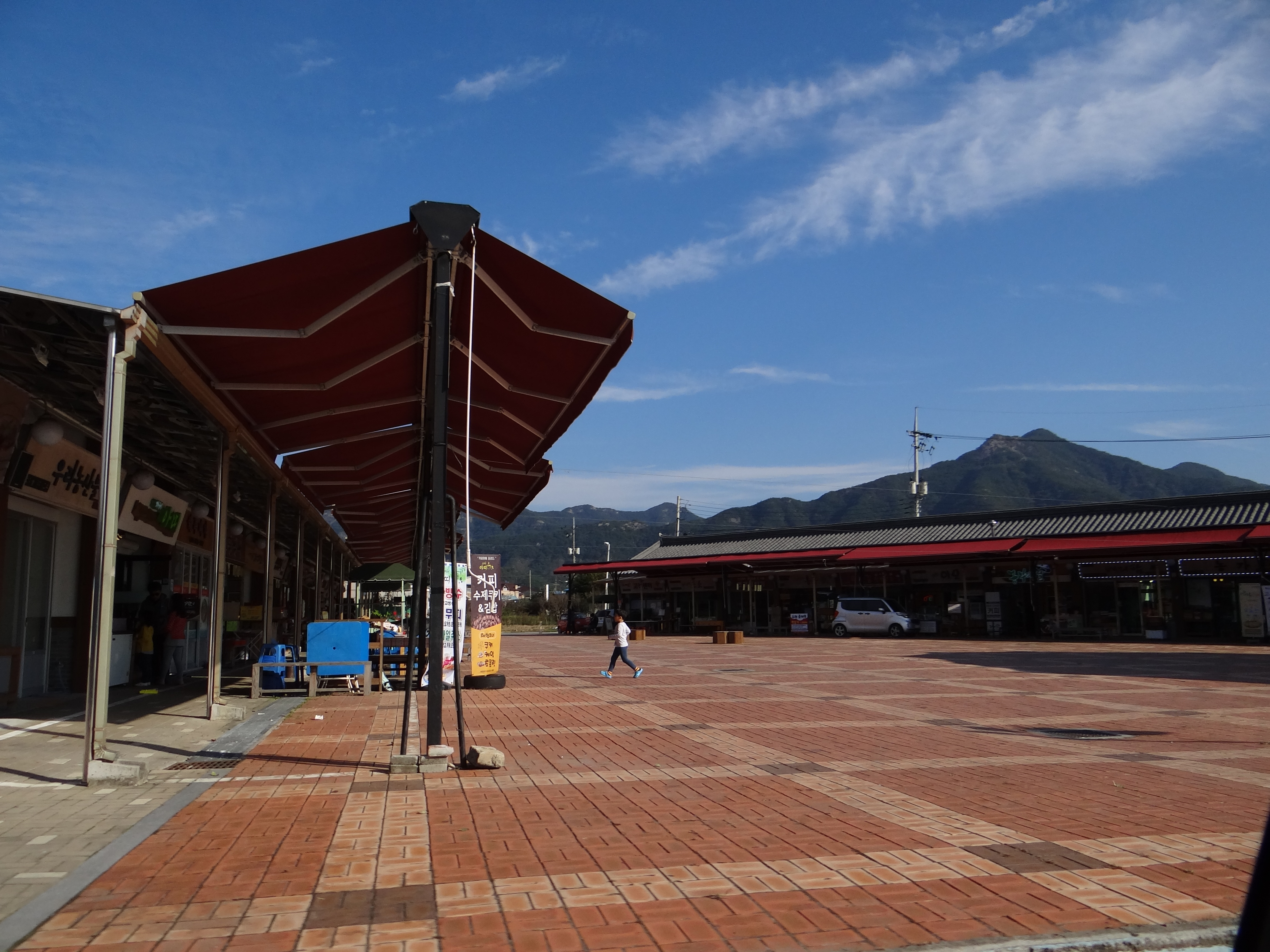
고산면(완주군) - 2017년 10월 (1) - 시장
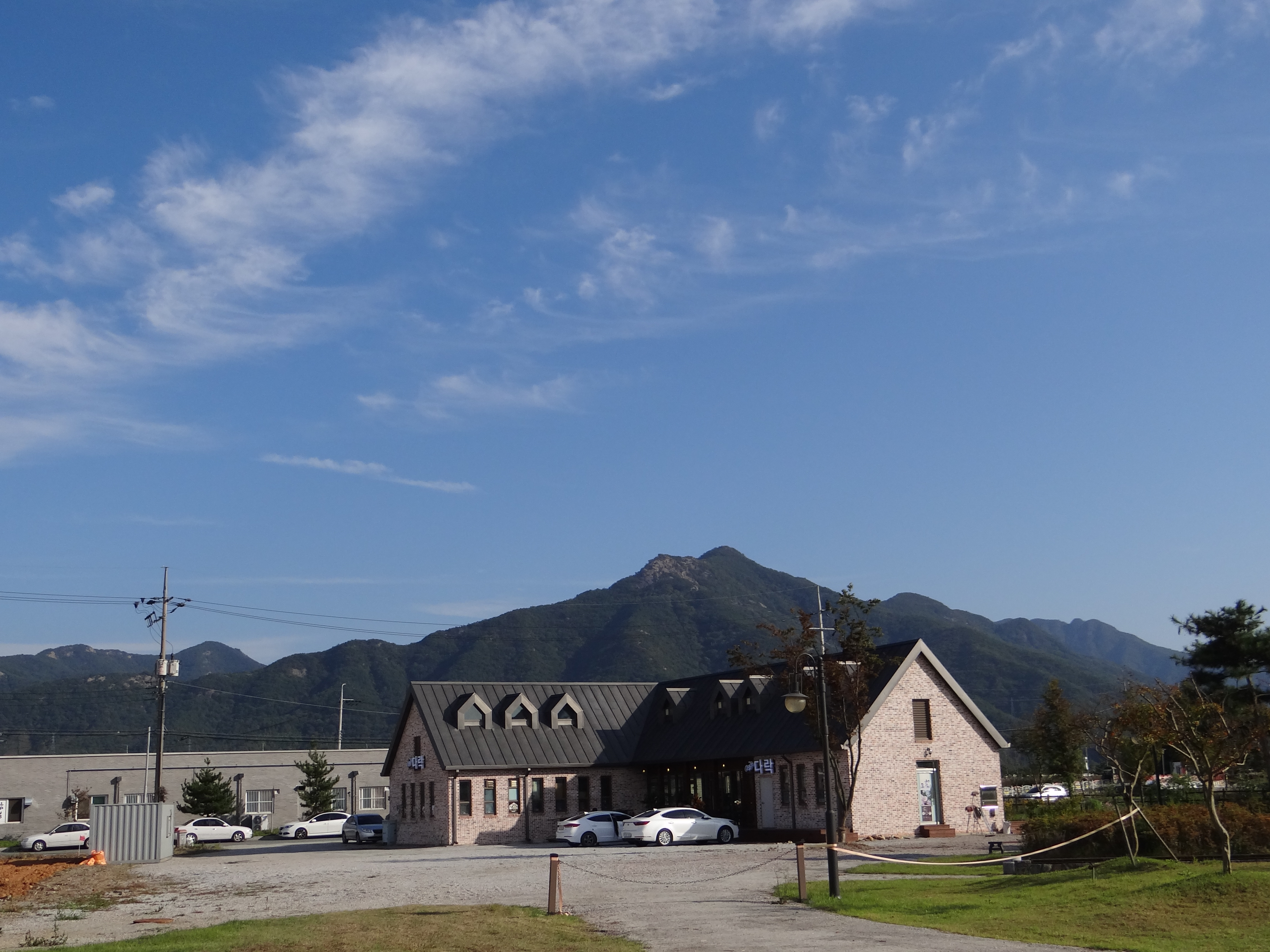
고산면(완주군) - 2017년 10월 (2) - 시장
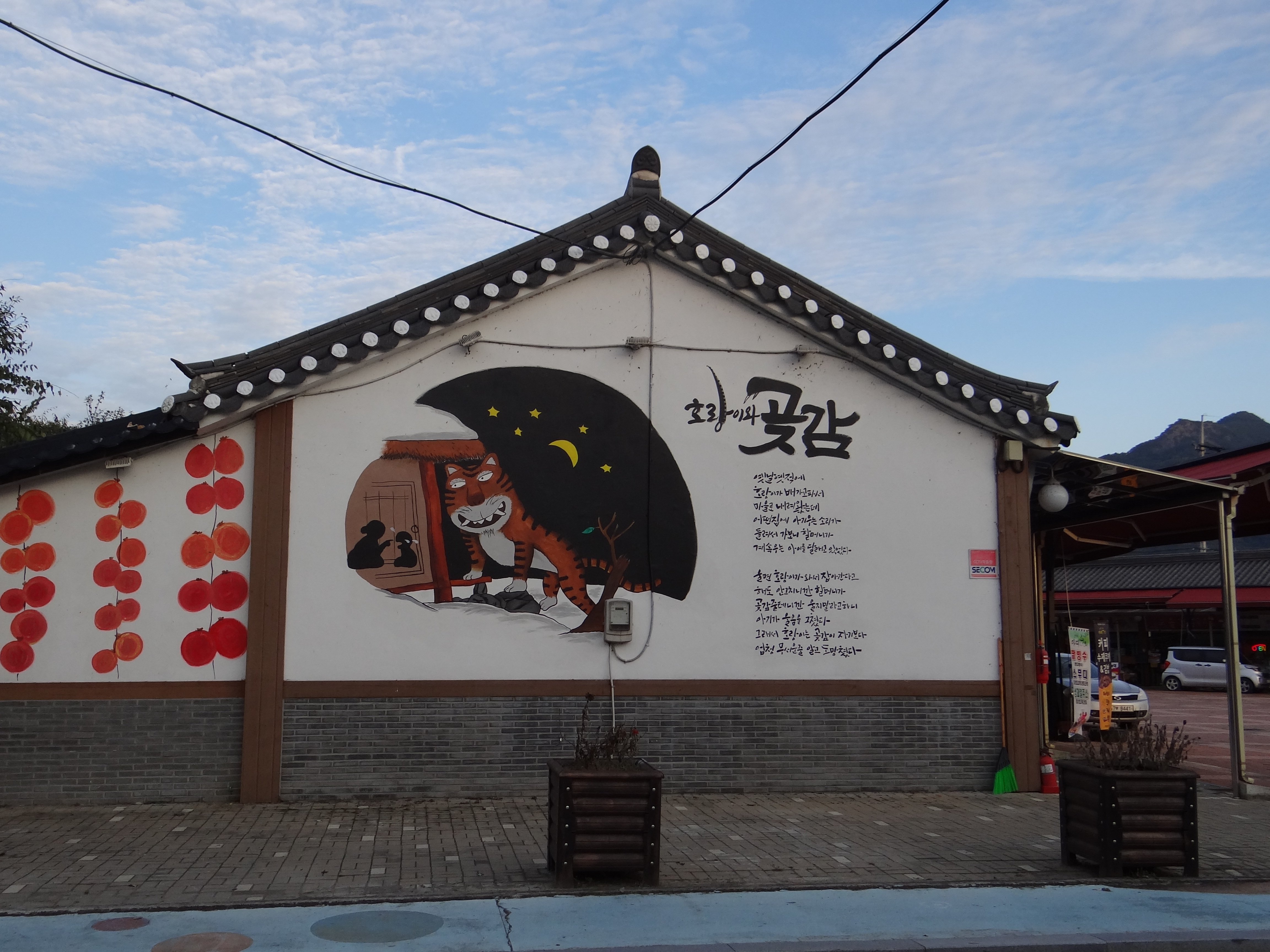
고산면(완주군) - 2017년 10월 (3) - 시장
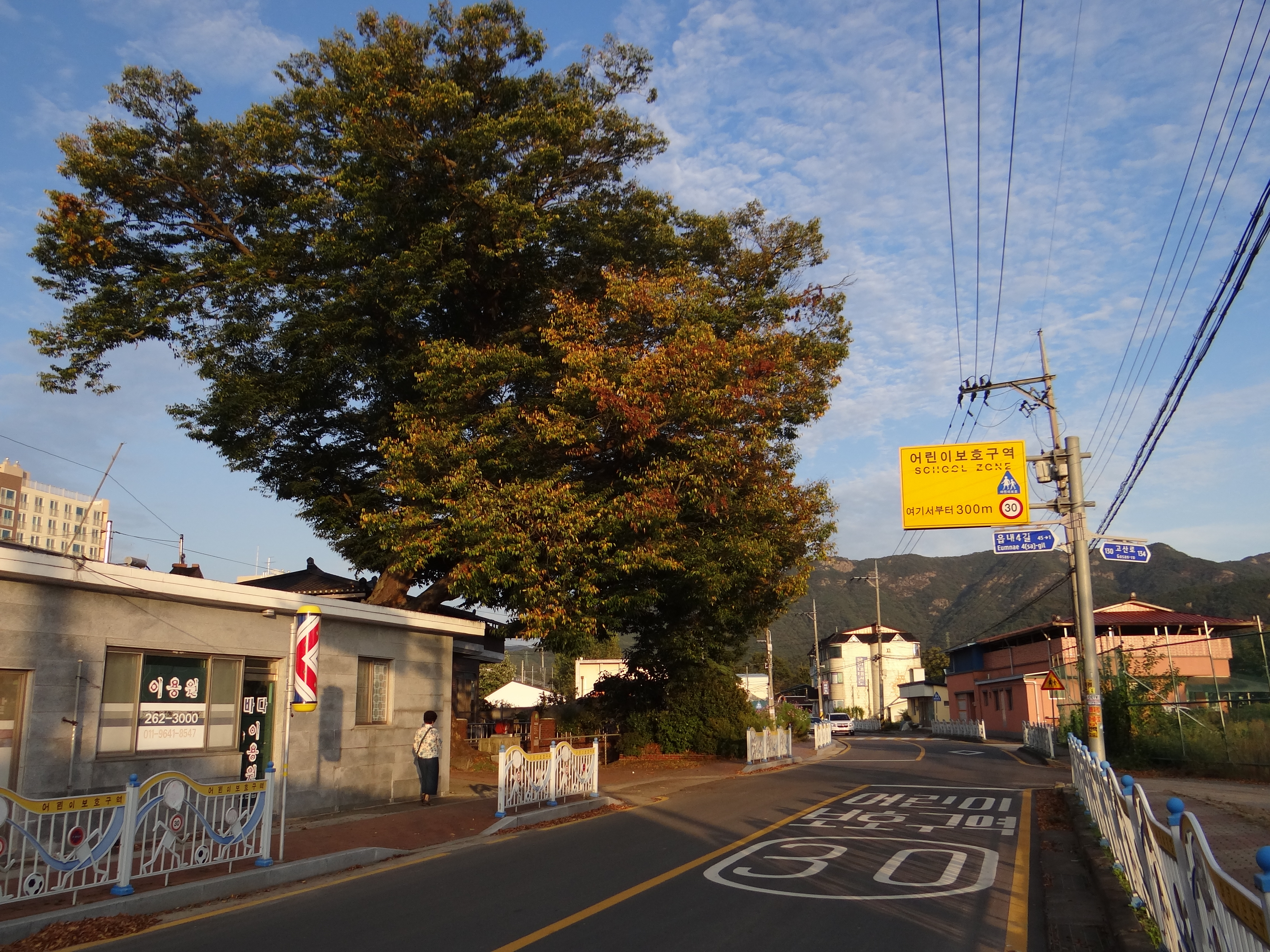
고산면(완주군) - 2017년 10월 (4)
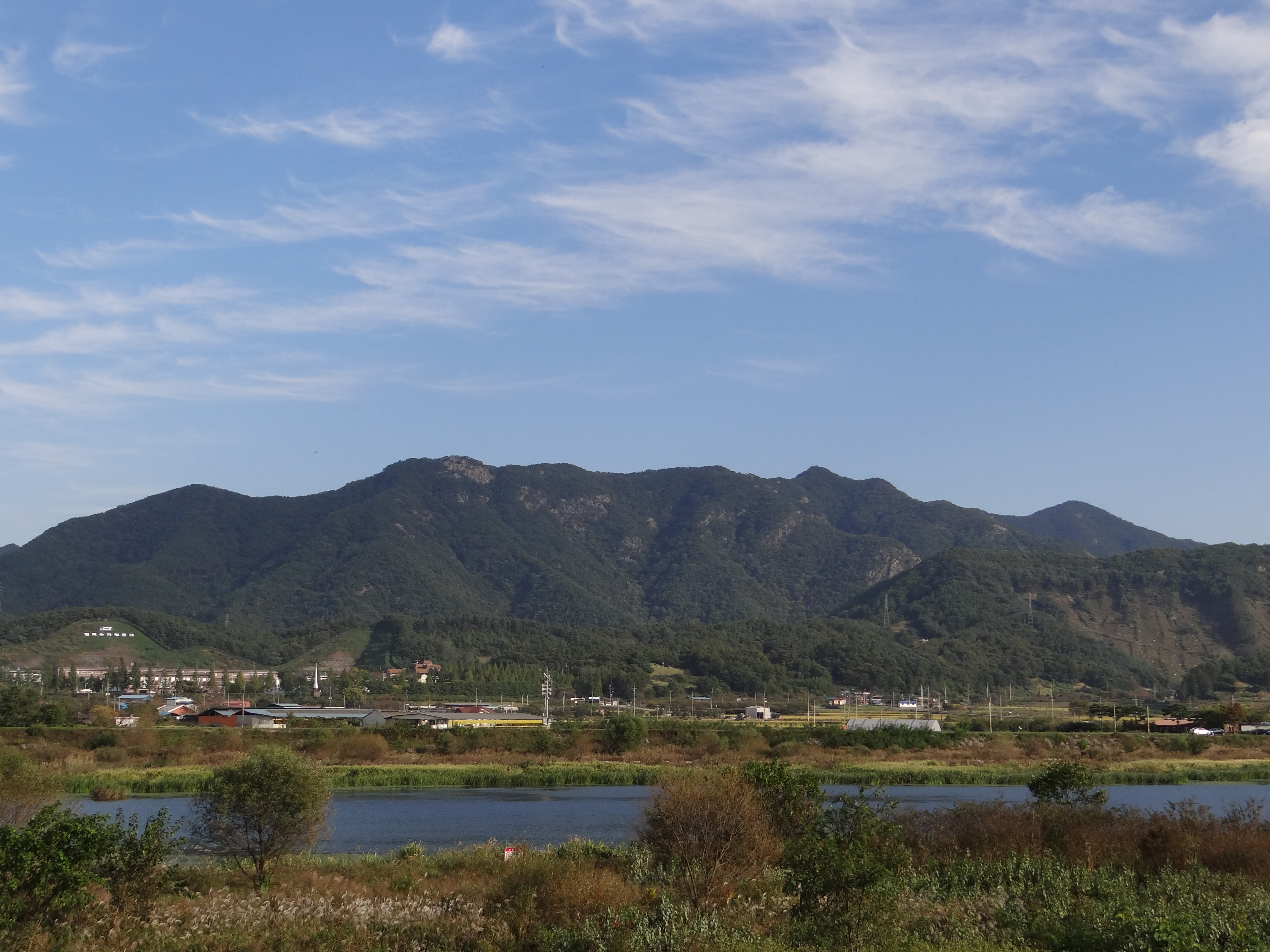
만경강(완주군) - 2017년 10월 (1)
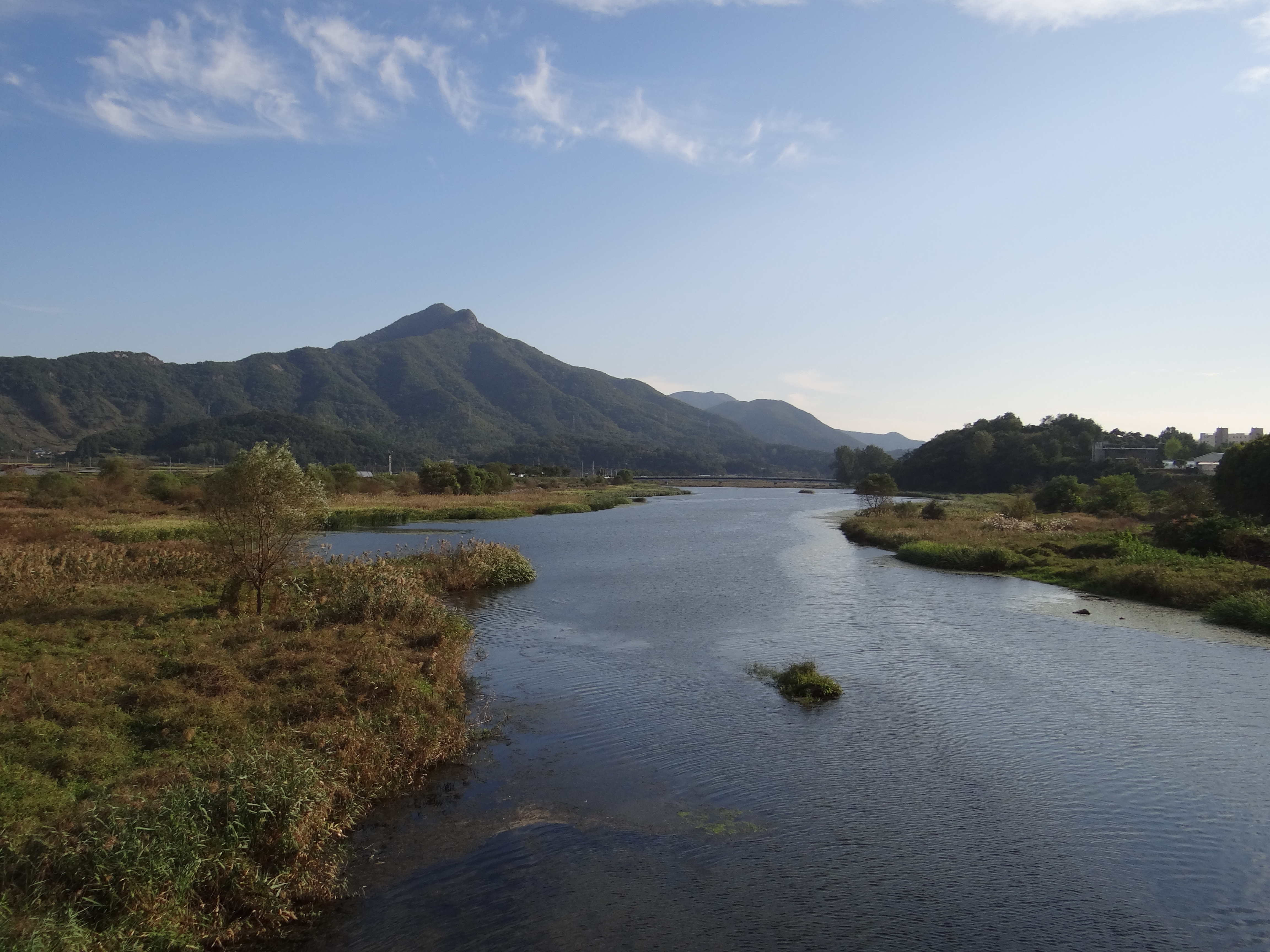
만경강(완주군) - 2017년 10월 (2)
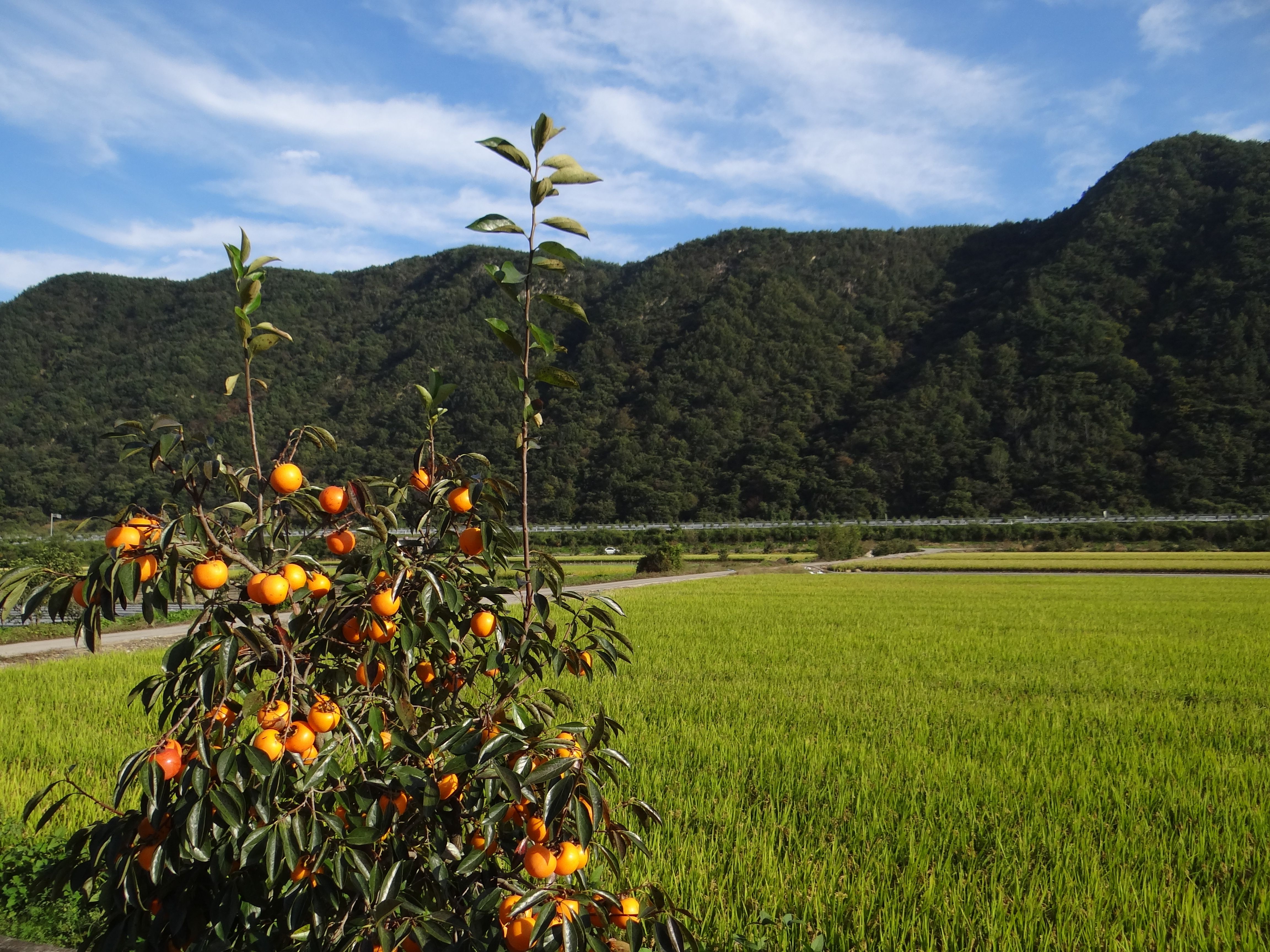
경천면(완주군) - 2017년 10월 (1) - 감나무
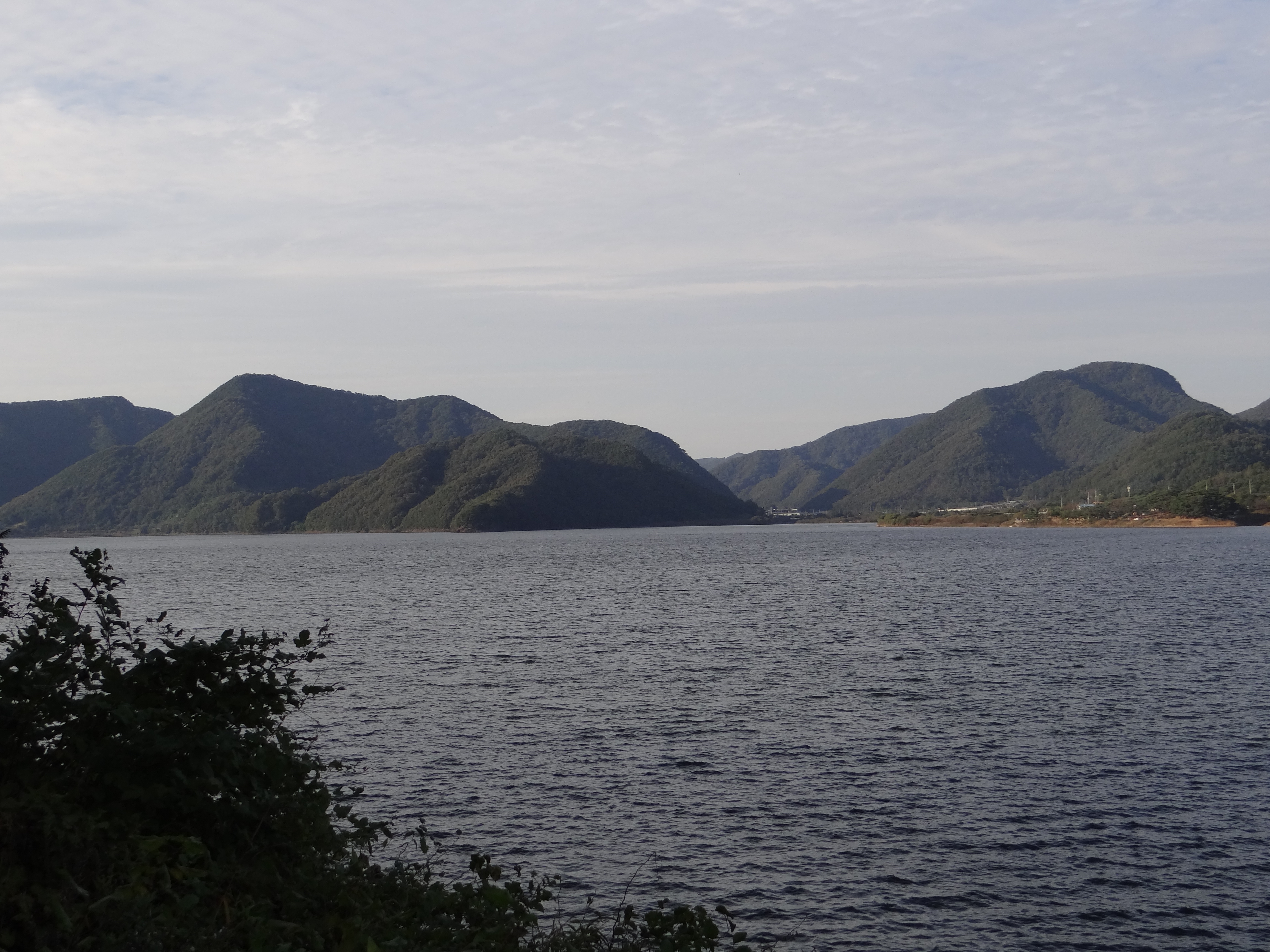
경천호수지(완주군) - 2017년 10월 (1)
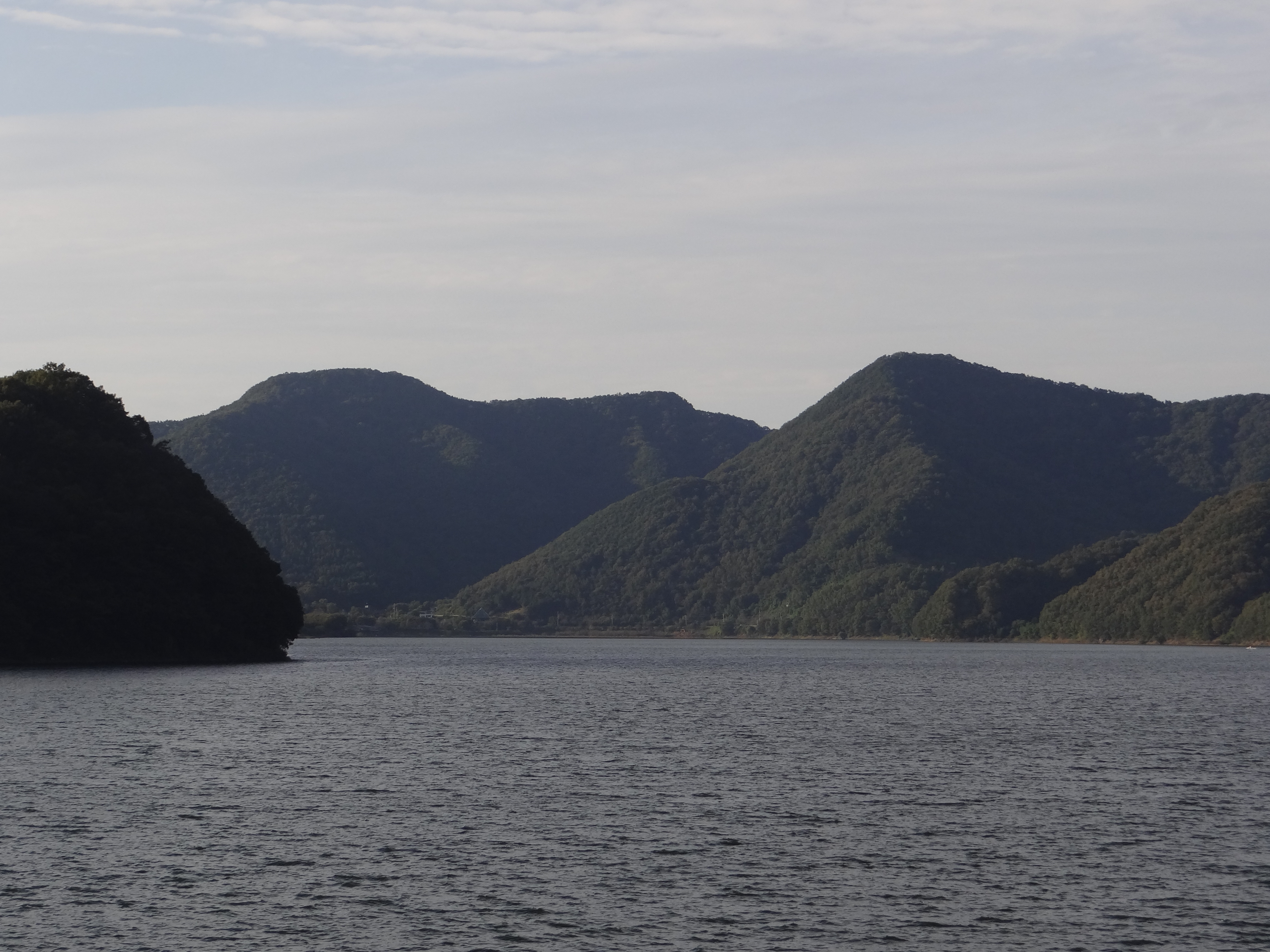
경천호수지(완주군) - 2017년 10월 (2)
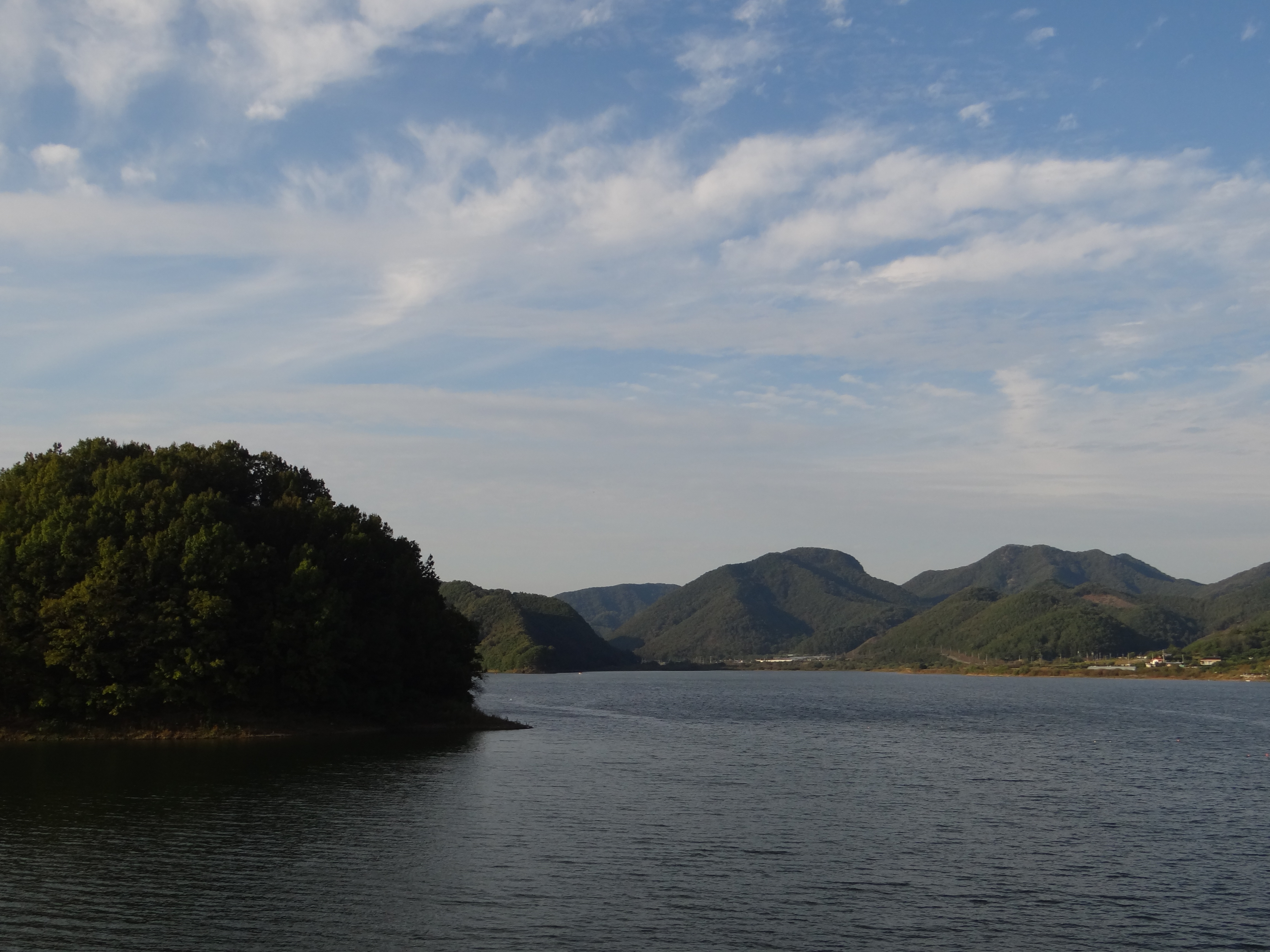
경천호수지(완주군) - 2017년 10월 (3)
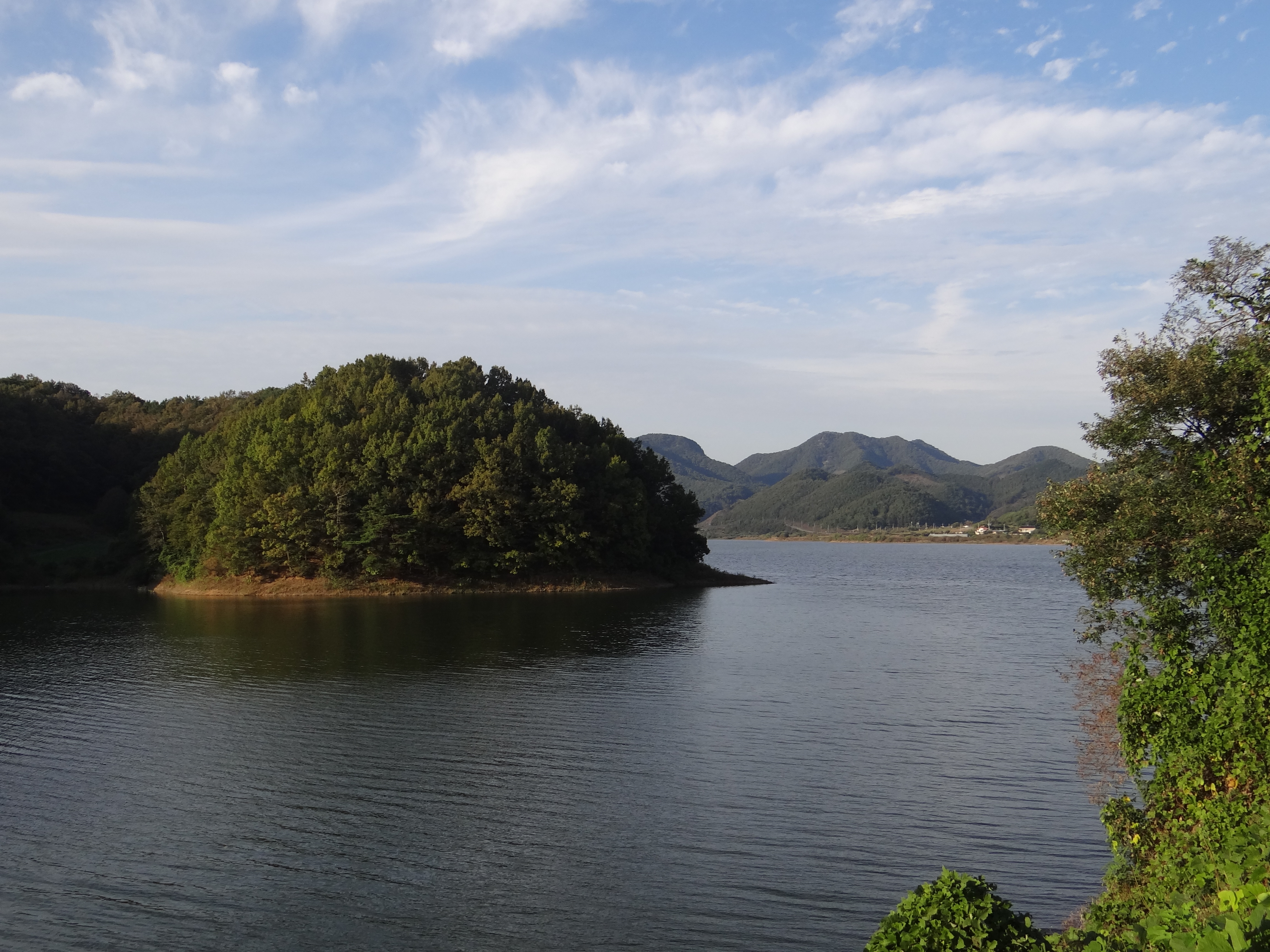
경천호수지(완주군) - 2017년 10월 (4)

## 관광
- 대둔산
- 모악산
- 화암사
- 삼례문화예술촌

### 축제
- 삼례딸기축제
- 완주소싸움대회
- 나라꽃무궁화축제
- 완주와일드푸드축제

## 자매 도시
| 지역 & 국가 | 도시       | 도시       |
| ----------- | ---------- | ---------- |
| 대한민국    | 서울특별시 | 서대문구   |
| 대한민국    | 서울특별시 | 서초구     |
| 대한민국    | 경기도     | 군포시     |
| 대한민국    | 경상북도   | 칠곡군     |
| 멕시코      |            | 멕시코시티 |